# Josef Ziegler (Politiker)
Josef Ziegler (* 29. Juni 1924 in St. Gallen; heimatberechtigt in Waldkirch; † 12. August 2014) war ein Schweizer Politiker (CVP) sowie Redaktor. 

## Leben

### Familie und Beruf
Der katholisch getaufte, aus St. Gallen stammende, Josef Ziegler, Sohn des Primarlehrers Josef Ziegler senior sowie dessen Ehegattin Maria geborene Brazerol, wandte sich nach Erhalt der eidgenössischen Maturität am Gymnasium seiner Heimatstadt dem Studium der Geschichte und Volkswirtschaft an der Universität Zürich sowie der Universität Freiburg im Üechtland zu, 1949 erwarb er in Freiburg den akademischen Grad eines Dr. phil. hist. Ziegler, der Doris geborene Renz ehelichte, trat im Folgejahr eine Redaktorstelle beim christlich-sozialen Blatt "Hochwacht" in Winterthur an, 1957 wechselte er in selber Funktion zur "Morgen", später zu dessen Nachfolgezeitungen "Der neue Morgen" sowie "Solothurner Nachrichten" nach Olten, 1983 trat er zurück. Im darauffolgenden Jahr wurde Josef Ziegler zum Wirtschafts- und Staatskundelehrer an den kaufmännischen Berufsschulen in Olten und Solothurn bestellt, 1989 zog er sich aus dem Berufsleben zurück.  

### Politischer Funktionen
Der der Christlichdemokratischen Volkspartei der Schweiz (CVP Schweiz) beigetretene Josef Ziegler wurde 1974 vom Solothurner Volk in den Nationalrat gewählt, aus dem er 1987 ausschied. Josef Ziegler amtierte von 1957 bis 1976 als Aktuar, daran anschließend bis 1991 als Präsident der Christlichen Sozialbewegung der Schweiz. Darüber hinaus präsidierte er von 1976 bis 1981 die Christlichsozialen Parteigruppe der Schweiz, von 1980 bis 1986 die CVP des Kantons Solothurn sowie bis zur Auflösung 2003 die Christliche Sozialbewegung des Kantons Solothurn.